# Інститут геохімії, мінералогії та рудоутворення імені М. П. Семененка НАН України
50°28′4.7″ пн. ш. 30°21′24.37″ сх. д. / 50.467972° пн. ш. 30.3567694° сх. д.
Інститут геохімії, мінералогії та рудоутворення імені М. П. Семененка НАН України (до 1993 року — Інститут геохімії і фізики мінералів (ІГФМ)) — провідний науково-дослідний інститут України з дослідження питань геохімії, петрографії, мінералогії, корисних копалин тощо. Підпорядкований Національній академії наук України. Розташований в Києві за адресою: проспект Академіка Палладіна, 34.

## Історія
Створений 9 січня 1969 року на базі Сектора геохімії, мінералогії, петрографії, корисних копалин і Сектору металогенії Інституту геологічних наук Академії наук УРСР з метою вивчення складу і еволюції літосфери; виявлення закономірностей формування і локалізації родовищ корисних копалин; розробки геохімічних, мінералогічних і петрологічних критеріїв прогнозування і пошуків родовищ і рудопроявів; синтезу мінералів і виявлення нових видів мінеральної сировини.
Засновником Інституту та його першим директором був академік АН України М. П. Семененко — видатний учений у галузі петрології, геохімії, геохронології і рудоносності докембрію.
18 лютого 1993 року у зв'язку з посиленням рудно-металогенічного напрямку Постановою Президії АН України Інститут геохімії і фізики мінералів було перейменовано в Інститут геохімії, мінералогії та рудоутворення.

## Інститут сьогодні

### Бібліотека
Заснована 1969 року. Бібліотечний фонд налічує 72 546 примірників документів; у тому числі документи іноземними мовами — 21 тис., періодичні видання — 40 тис., книги, брошури — 30 546; обмінний фонд — 7 тис.; фонд неопублікованих документів — 500 примірників за профілем діяльності Інституту. У фонді представлена література з питань геохімії, загальної та регіональної геології, мінералогії, петрології, геології родовищ корисних копалин, фізики та суміжних наук. Довідково-бібліографічний апарат складається з традиційних каталогів та картотек. З початку 2005 р. формується електронний каталог бібліотеки. Протягом року бібліотека обслуговує 350 читачів. Книговидача становить 24 240 примірників за рік. У бібліотеці працюють абонемент, 2 читальні зали, міжбібліотечний абонемент. З 2000 р. бібліотека є членом Асоціації бібліотек України.

### Мінералогічна колекція

Бюст М. П. Семененку

Мінералогічна колекція була започаткована в 1978 році за рішенням Вченої ради інституту. Її підґрунтям стали робочі колекції видатних українських мінералогів, академіків АН УРСР Є. К. Лазаренка та О. С. Поваренних, які того часу очолювали в інституті відділи мінералогічного профілю. Подальше її розширення та поповнення відбувалось за рахунок зразків співробітників інституту, зібраних, як під час планових тематичних робіт, так і впродовж спеціалізованих експедицій в різні регіони колишнього СРСР та за його межі.
У результаті, за чверть сторіччя була зібрана представницька мінералогічна колекція, що нараховує на сьогодні понад 7000 зразків. Структурно вона складається з декількох підрозділів, головними серед яких є «Систематична мінералогія» та «Регіональна мінералогія України».
Систематичний підрозділ нараховує близько 3000 зразків, які представляють щонайменше 700 мінеральних видів. Серед них чимало рідкісних мінералів. Це, зокрема, сакураїт, лонгбаніт, інезит, ридмержнерит та багато інших. Доволі різноманітна географія зразків — вона охоплює всі шість континентів та понад 50 країн світу.
Цілком природно, що приорітетним у колекції є підрозділ «Регіональна мінералогія України». Загалом в надрах України відомо понад 700 мінеральних видів, зосереджено близько 20 000 родовищ та рудопроявів, які містять 114 видів корисних копалин. Понад 3000 зразків цього підрозділу колекції репрезентують шість найбільш цікавих і різних за мінералогічною спеціалізацією регіонів — Приазов'я, Донбас, Кривий Ріг, Волинь, Карпати та Закарпаття, Крим.
Колекція використовується сьогодні як в суто наукових, так і в освітньо-пізнавальних цілях. Наявність в інституті такої мінералогічної добірки дає науковцям можливість отримувати необхідні для досліджень зразки, подекуди з геологічних об'єктів, які вже цілком відпрацьовані. Доволі часто її відвідують студенти вищих навчальних закладів Києва та школярі.

### Основні наукові напрями
Нині дослідження в інституті проводяться за такими науковими напрямами:
- геохімія процесів породо- та рудоутворення;
- регіональна та генетична мінералогія та фізика мінералів;
- петрологія ендогенних процесів;
- геологія родовищ корисних копалин України, їх металогенія та прогнозування;
- пошукова геохімія.

Основні напрями діяльності Інституту в сфері фундаментальних досліджень — геохімія процесів породо- і рудоутворення, мінералогія і фізика мінералів, петрологія ендогенних процесів, геологія родовищ корисних копалин і процеси рудоутворення, геохімія навколишнього середовища; у сфері прикладних досліджень — благородні метали (золото, платиноїди), рідкісні та рідкісноземельні метали, кольорове каміння, еколого-геохімічні дослідження і картування, науковий прогноз і геохімічні методи пошуків корисних копалин.
Інститут є провідним закладом з питань розвитку таких напрямків геологічної науки як геохронологія і стратиграфія докембрію, регіональна та генетична мінералогія, геологія і геохімія рудних родовищ, петрологія, пошукова та екологічна геохімія. Інститут має відповідне обладнання і досвід роботи для вирішення актуальних проблем вітчизняної геологічної науки: розробки мінералого-петрографічних і геохімічних критеріїв прогнозу і пошуків родовищ чорних, кольорових, благородних та рідкісних металів, впровадження геохімічних методів пошуків у практику геологорозвідувальних робіт, прогнозу екологічної стійкості ландшафтів до техногенного навантаження і виявлення зон екологічного ризику за геохімічними даними, дослідження в галузі спектроскопії мінеральної речовини, радіаційної стійкості мінералів і порід.
В інституті діє спеціалізована вчена рада із захисту дисертацій на здобуття наукового ступеня доктора та кандидата наук за спеціальностями «Геохімія», «Мінералогія, кристалографія», «Петрологія».

### Основні наукові досягнення

Меморіальна дошка Є. К. Лазаренку

Вирішенню питань розкриття потенціалу рудоносності Українського щита (УЩ) сприяли наукові школи, які існують і розвиваються в Інституті: петрологічна (заснована акад. В. І. Лучицьким, проф. М. І. Безбородьком і чл.-кор. АН УРСР І. С. Усенком); ізотопної геохімії і геохронології (заснована акад. АН УРСР М. П. Семененком і чл.-кор. АН УРСР Є. С. Бурксером); регіональної, генетичної мінералогії і фізики мінералів (заснована акад. АН УРСР Є. К. Лазаренком, акад. АН УРСР О. С. Поваренних і чл.-кор. АН УРСР І. В. Матяшем); літології і пошукової геохімії (заснована акад. АН УРСР Л. Г. Ткачуком і д. геол.-мін. наук, проф. Є. І. Куковським).
Уточнена хроностратиграфічна схема раннього докембрію УЩ, що стала основою для створення геологічних, прогнозних та інших карт УЩ.
Виконана вікова кореляція рудоносних формацій УЩ з іншими щитами світу (Австралійським, Африканським та ін.). У результаті встановлено, що перспективними на благородні метали на УЩ є неоархейські метаосадові утворення кратонічних структур Приазовського мегаблоку, які за умовами формування подібні до мезоархейських золотоносних структур типу Вітватерсранд.

## Науковці
Загальна кількість працюючих в інституті становить понад 200 осіб, зокрема наукових співробітників — близько 90.
- Артеменко Геннадій Володимирович — завідувач відділу геохімії ізотопів та радіогеохронології (з 1999), відділу геології та геодинаміки докембрію (до 2024).
- Бєлєвцев Яків Миколайович — завідувач відділу металогенії (1969—1978), заступник директора (1978—1988), один із перших науковців інституту.
- Жовинський Едуард Якович — завідувач лабораторії літогеохімічних методів пошуків корисних копалин (1971—1988), завідувач відділу пошукової та екологічної геохімії (1989—2021), один із перших науковців інституту.
- Куліш Євген Олексійович — завідувач відділу рудних формацій, заступник директора з наукової роботи (1983—1996), професор (1931—2010), академік НАНУ.
- Кульчецька Ганна Олександрівна — головна наукова співробітниця відділу регіональної та генетичної мінералогії.
- Лазаренко Євген Костянтинович — завідувач відділу регіональної та генетичної мінералогії (1971—1979), один із перших науковців інституту.
- Мельник Юрій Петрович — завідувач відділу експериментальної мінералогії (1972—1996), один із перших науковців інституту.
- Мельников Володимир Степанович — провідний науковий співробітник відділу регіональної та генетичної мінералогії, керівник лабораторії кристалохімії та структурного аналізу.
- Нечаєв Сергій Валентинович — завідувач відділу мінералогії і геохімії кольорових і рідкісних металів (1981—1994), один із перших науковців інституту.
- Поваренних Олександр Сергійович — зaвідувач відділу мінералогії і кристалохімії (1969—1986), один із перших науковців інституту.
- Семененко Віра Пантелеївна — завідувачка відділу космоекології та космічної мінералогії (з 1993).
- Усенко Іван Степанович — завідувач відділу петрографії (1969—1987), один із перших науковців інституту.
- Шнюков Євген Федорович — завідувач відділу геології й геохімії осадового рудоутворення (1969—1977), заступник директора інституту (1969—1973), один із перших науковців інституту.
- Щербаков Ігор Борисович — завідувач відділу петрології (1979—2005), один із перших науковців інституту.

### Директори
Директор інституту з 1969 року по 1977 — академік АН УРСР, заслужений діяч науки УРСР, доктор геолого-мінералогічних наук, професор Семененко Микола Пантелеймонович.
Директор інституту з 1977 року по 2008 — академік НАН України, доктор геолого-мінералогічних наук, професор, двічі лауреат Державної премії України в галузі науки і техніки, заслужений працівник науки Щербак Микола Петрович. Засновник єдиної в Україні ізотопно-геохронологічної лабораторії з визначення віку гірських порід К-Аг, Rb-Sr, U-Pb та Sm-Nd методами. Автор понад 400 наукових публікацій, 6 монографій. Голова комісії Національного стратиграфічного комітету України, керівник Мінералогічної комісії Карпато-Балканської геологічної асоціації (1975—1995), голова Міжнародної проблемної комісії з геохронології.
Директор інституту з 2008 року по теперішній час — академік НАН України, доктор геологічних наук, заслужений діяч науки і техніки України Пономаренко Олександр Миколайович.